# Kloster Bebenhausen
Das Kloster Bebenhausen (lat. Abbatia Bebenhusa oder Bebenhusanum Coenobium) war eine Zisterzienserabtei in Bebenhausen (heute Ortsteil von Tübingen, Baden-Württemberg). Nach der Reformation (in Württemberg 1534) dienten die Klostergebäude als Klosterschule, Jagdschloss der Könige von Württemberg und als Sitz des Landtags des Landes Württemberg-Hohenzollern.

## Geschichte des Zisterzienserklosters

### Vorklösterliches
(Kloster) Bebenhausen liegt nördlich von Tübingen, am Südhang des Brombergs auf einem seit dem Mittelalter künstlich erweiterten Plateau oberhalb der Talsohle zweier dort zusammenfließender Bäche, an einer Fernstraße von den Alpen zum Rheintal, am Rande des Schönbuchs, des großen mittelalterlichen Reichswaldes. Das Grundwort des Ortsnamens „-hausen“ mag auf die Alemannen und damit auf das 8./9. Jahrhundert zurückgehen, das Bestimmungswort „Bebo-“ auf einen Mann dieses Namens, der sagenhafter Überlieferung zufolge je nachdem Herzog, Mönch oder Einsiedler gewesen sein soll. Archäologische Spuren, z. B. ein Friedhof, führen aber in der Tat in das frühe Mittelalter zurück. Auch die Existenz einer Pfarrkirche als Dorfkirche verweist auf die vorklösterliche Zeit. Vielleicht gelangte Bebenhausen 1046 oder 1057 durch königliche Schenkung an die Speyrer Bischofskirche. Zudem wurde auf dem Südhang des Brombergs und damit in exponierter Lage ein Herrenhof der Tübinger Pfalzgrafen entdeckt, der Ausgangspunkt des Klosters Bebenhausen war.

### Gründung
Ein Gütertausch mit dem Bistum Speyer war nun eine Voraussetzung für das durch Pfalzgraf Rudolf I. von Tübingen (regierend 1182–1219) „zum Zwecke seines Seelenheils“ vermutlich 1183 gestiftete Kloster beim Dorf Bebenhausen. Rudolf schenkte dem Bistum Speyer die Martinskirche in Meimsheim und erhielt dafür die für die Klostergründung nötigen Ländereien. Die Schenkung wurde 1188 vom Bischof von Speyer beurkundet und am 29. Juni 1193 durch Kaiser Heinrich VI. bestätigt. Der Aufbau des Klosters in den 1180er Jahren ging wohl nicht so rasch voran, wie eine Urkunde des schwäbischen Herzogs Friedrich VI. (1167–1191) von 1187 beweist, worin er der Ordensgemeinschaft das Recht des Holzeinschlags im Reichswald Schönbuch u. a. für den Gebäudebau verbriefte. Das Kloster wurde – der Konzeption Bebenhausens als Grablege für die pfalzgräfliche Familie entsprechend – zunächst von Prämonstratenserchorherren besiedelt, die vielleicht aus Marchtal (Obermarchtal bei Ehingen) kamen.

### Zisterzienser in Bebenhausen
Neben den Prämonstratensern waren die Zisterzienser einer der neuen kirchlichen Orden, die im Rahmen von Gregorianischer Kirchenreform und Investiturstreit (1075–1122) entstanden. Benannt nach dem burgundischen Cîteaux (1098), verbreiteten sich die Zisterzienser, die ihre Carta caritatis mit der Benediktusregel verbunden hatten, erfolgreich über fast ganz Europa und hatten mit Bernhard von Clairvaux († 1153) ihren wichtigsten Vertreter. Auch in Deutschland bildete sich seit 1123 ein Netz von Zisterzen aus. Zum Orden gehörten die engen Beziehungen zwischen Mutter- und Tochterklöstern, das jährliche Generalkapitel aller Zisterzienseräbte übte die Ordensaufsicht aus und war Sachwalter der Ordensnormen, Förderer und Schützer der Zisterzen.
Vor 1189/1190 verließen die Prämonstratenser Bebenhausen, und zunächst zwölf Zisterziensermönche des Klosters Schönau (bei Heidelberg) unter dem Gründungsabt Diepold siedelten sich dort an, nachdem der Anfrage des Pfalzgrafen Rudolf in Cîteaux durch eine die Örtlichkeiten untersuchende Kommission und das Generalkapitel positiv entsprochen wurde. Bebenhausen gehörte über Schönau und Eberbach damit zur Filiation der Mutterabtei Clairvaux. Erst unter den Zisterziensern begann der eigentliche Bau und Ausbau von Kloster und Klostergebäuden. Jedenfalls berichten mittelalterliche Quellen zu Beginn des 13. Jahrhunderts von einer angespannten wirtschaftlichen Lage, die trotz weitreichender Schenkungen und Güterzuwendungen das Kloster erfasst hatte. Doch zählte die Mönchsgemeinschaft der Abtei am Ende des 13. Jahrhunderts bis zu 80 Mönche und 130 Konversen (Laienbrüder) und wurde im Verlauf des späten Mittelalters zum reichsten württembergischen Kloster.

### Klösterliche Grundherrschaft
Wenn Grundherrschaft als ein Wirtschaftssystem definiert wird, das dem Grundherrn – hier: dem Kloster – Einkünfte sicherte und dadurch Mönchen und Kloster die Existenz, so besaß die Mönchsgemeinschaft in Bebenhausen eine umfangreiche wirtschaftliche Grundlage aus Gütern und Rechten, die vom Zabergäu über den Schönbuch bis zur Schwäbischen Alb reichten. Gemäß einer „zisterziensischen Autarkie“ wurde der Landbesitz – zumindest bis ins 14. Jahrhundert hinein – in Eigenwirtschaft betrieben, d. h. die Grundherrschaft bestand aus Grangien unter der Leitung von Mönchen, die im Rahmen einer leistungsfähigen Klosterwirtschaft von Laienbrüdern unterstützt wurden. Es gab Grangien mit ausgeprägtem Ackerbau neben denen, die auf Viehzucht spezialisiert waren. Fischteiche und Fischwirtschaft spielten eine wichtige Rolle, ebenso die Waldbewirtschaftung, der Weinbau und die Gartenwirtschaft, die für die innerklösterliche Versorgung bedeutsam war. Auch auf die Verflechtung der Abtei mit der städtischen Wirtschaft sei hingewiesen, besaß die Bebenhausener Mönchsgemeinschaft insgesamt sechs städtische Klosterhöfe, u. a. in Ulm. Über Ulm betrieb das Kloster einen intensiven Weinhandel, die Klosterhöfe in den Städten wurden zu Verwaltungsmittelpunkten innerhalb der Grundherrschaft.
Im Verlauf des späten Mittelalters entwickelte sich die Grundherrschaft unter Aufgabe der Grangienwirtschaft zu einer Rentengrundherrschaft mit aus der Güterverpachtung gezogenen Zinsen.
Neben dem agrarischen Sektor spielte der gewerbliche in der zisterziensischen Klosterwirtschaft eine große Rolle. Werkstätten im Klosterbereich dienten handwerklichen Tätigkeiten der Rohstoffbearbeitung, Kleider, Ackergeräte und Haushaltsgegenstände wurden hergestellt. Die Lederverarbeitung erreichte eine hohe Qualität, es gab die Klosterziegelei, eine Bauhütte, die Schmiede. Die Wasserkraft wurde ausgiebig genutzt. So ist in Bebenhausen unterhalb der Klausur ein Gebäudekomplex von Wassermühlen erhalten, ein Mühlenkanal führt vom Westen her das Wasser heran.

### Bebenhausen und Württemberg
Als Zisterzienserkloster besaß Bebenhausen gemäß der hochmittelalterlichen libertas ecclesie keinen Vogt, entbehrte also – theoretisch – des Schirms durch einen mächtigen Herrschaftsträger. Den Schutz übte für viele Zisterzienserklöster der (staufische) König aus, für Bebenhausen waren es die Tübinger Pfalzgrafen, die als Stifterfamilie den Schirm über das Kloster besaßen. Im Spätmittelalter wandelte sich Schutz in (Schutz-)Herrschaft. Auch Bebenhausen fand sich nun eingebunden in die pfalzgräfliche Landesherrschaft, die wiederum 1342 an die Grafen von Württemberg verkauft bzw. verpfändet wurde. Davon war ebenfalls die Zisterze betroffen, doch wurde Bebenhausen 1361 von Kaiser Karl IV. (1347–1378) vorübergehend ausgelöst. Auf die Dauer wichen aber Reichsbindung und relative Reichsunmittelbarkeit des Klosters der Landesherrschaft der württembergischen Grafen und Herzöge. Im Verlauf gerade der 2. Hälfte des 15. Jahrhunderts verstärkte sich die Landsässigkeit der Zisterze bis hin zur Landstandschaft. Bebenhausen wurde zu einem württembergischen Prälatenkloster, gehörte zu den Landständen innerhalb des Herzogtums und war seit 1498 auf den württembergischen Landtagen vertreten.
Als nach einem habsburgischen Zwischenspiel (1519–1534) Herzog Ulrich I. von Württemberg (1498–1550) die Rückeroberung seines Territoriums gelungen war, führte er in seinen Prälatenklöstern die Reformation ein (1534). Auch Bebenhausen war davon betroffen, die katholische Klosterzeit neigte sich zu Ende, nachdem die Zisterze schon im Rahmen des Bauernkriegs 1525 Schaden genommen hatte. Die Klosterkirche schien entbehrlich zu sein: Der Westteil des Langhauses wurde abgebrochen, um dessen Werksteine für den Weiterbau des Schlosses Hohentübingen nach 1534 (insbesondere des Nord- und Ostflügels) zu verwenden. Dreißig Jahre später wurde das Langhaus der Klosterkirche Bebenhausen in stark verkürzter Form neu errichtet und mit einer Nordkanzel versehen.

## Neuzeitliche Nutzung

### Kloster und Klosterschule
Nach Einführung der Reformation in Bebenhausen gingen die Mönche, die am alten Glauben festhielten – es war rund die Hälfte von 36 Brüdern –, in das Stift Stams in Tirol bzw. in die Abtei Tennenbach im Breisgau. Katholische Mönche kehrten noch zweimal nach Bebenhausen zurück: Während des Augsburger Interims (1548) unter Abt Sebastian Lutz (1547–1560), welcher der letzte katholische Abt war und dem mit Eberhard Bidembach der erste evangelische Abt folgte, und während des Dreißigjährigen Krieges (1618–1648) von 1629 bis 1632 und ab 1634.
Nach dem Westfälischen Frieden (1648) war es ganz vorbei mit dem katholischen Kloster in Bebenhausen. Schon 1556 war wie in zwölf anderen württembergischen Männerklöstern eine evangelische Klosterschule eingerichtet worden. Zahlreiche herausragende Persönlichkeiten besuchten diese Schulen, in Bebenhausen etwa der Philosoph Friedrich Wilhelm Joseph Schelling. Die Schule wurde 1807 mit der Klosterschule in Maulbronn vereinigt. Das evangelische Kloster wurde 1806 säkularisiert.

### Schloss
Die württembergischen Landesherren nutzten die Anlage als Jagdschloss. Für diese Nutzung sprach die günstige Lage im Schönbuch, einem ausgedehnten Wald- und Jagdgebiet. Die Monarchen bewohnten zunächst das Abthaus. Ab 1864 wurden die Klostergebäude östlich der Klausur als Schloss genutzt. Als König Wilhelm II. von Württemberg im November 1918 abdankte, zogen er und Königin Charlotte sich von den Unruhen in Stuttgart zunächst in das Schloss Bebenhausen zurück. Nach seinem Tod im Oktober 1921 wurde der Leichenzug des ehemaligen Königs seinem Wunsch gemäß um die Residenzstadt Stuttgart herum nach Ludwigsburg geleitet. Herzogin Charlotte, die ehemalige Königin, zog am 1. Dezember 1921 von Schloss Friedrichshafen endgültig nach Schloss Bebenhausen, für das ihr vom Staat das lebenslange Wohnrecht zugestanden worden war, und wohnte dort bis zu ihrem Tod am 16. Juli 1946.

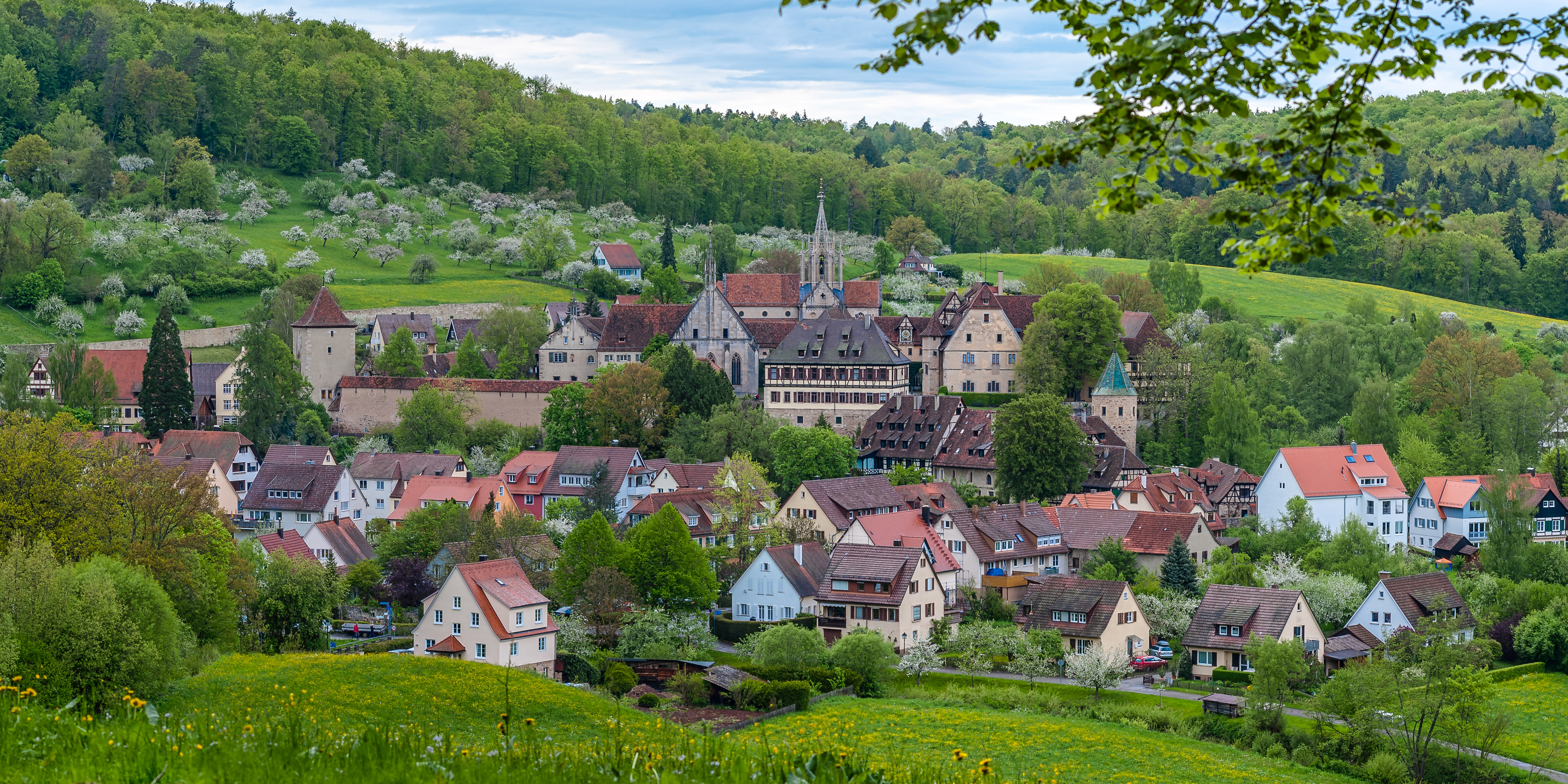
Gesamtansicht
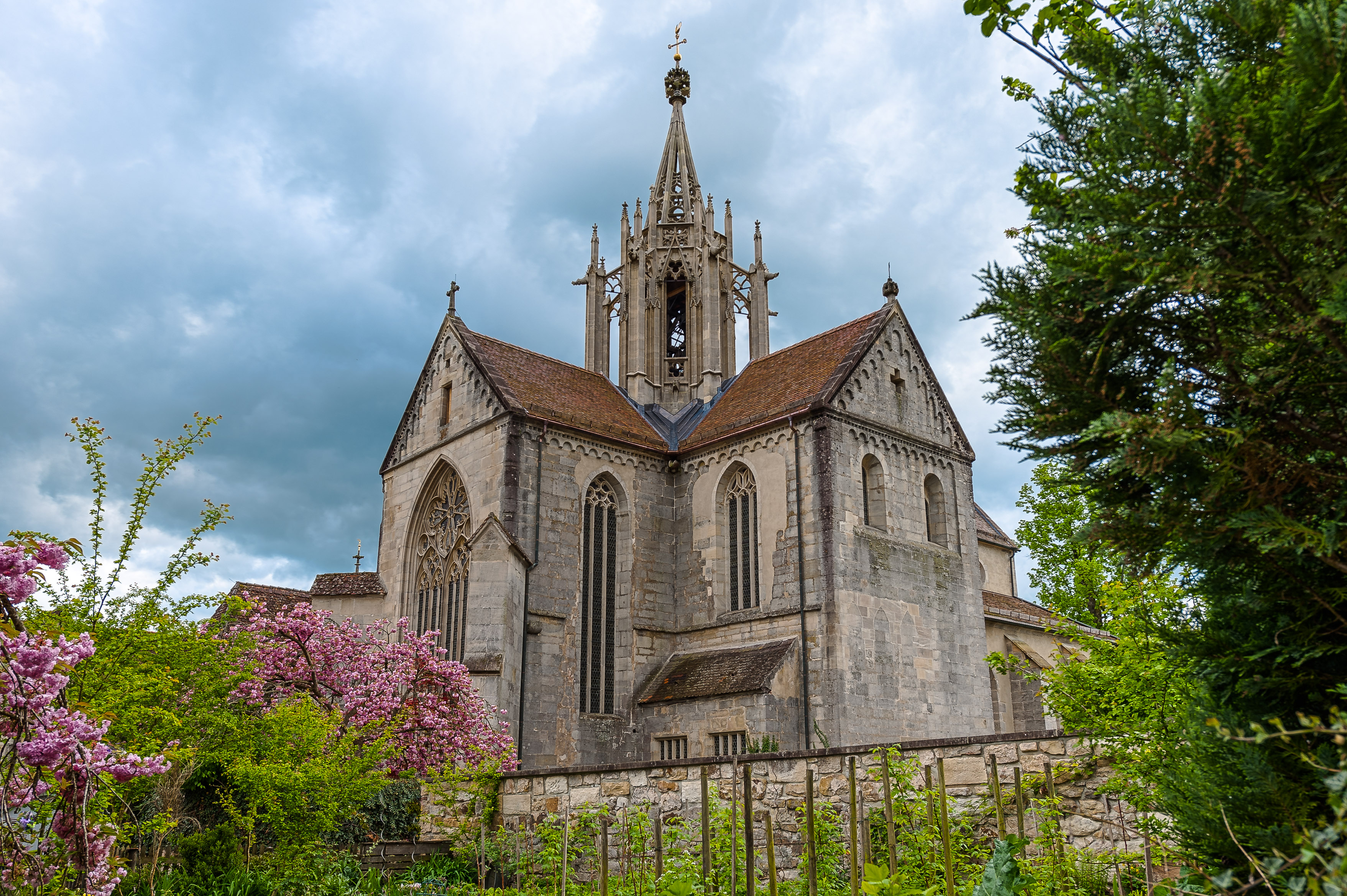
Klosterkirche
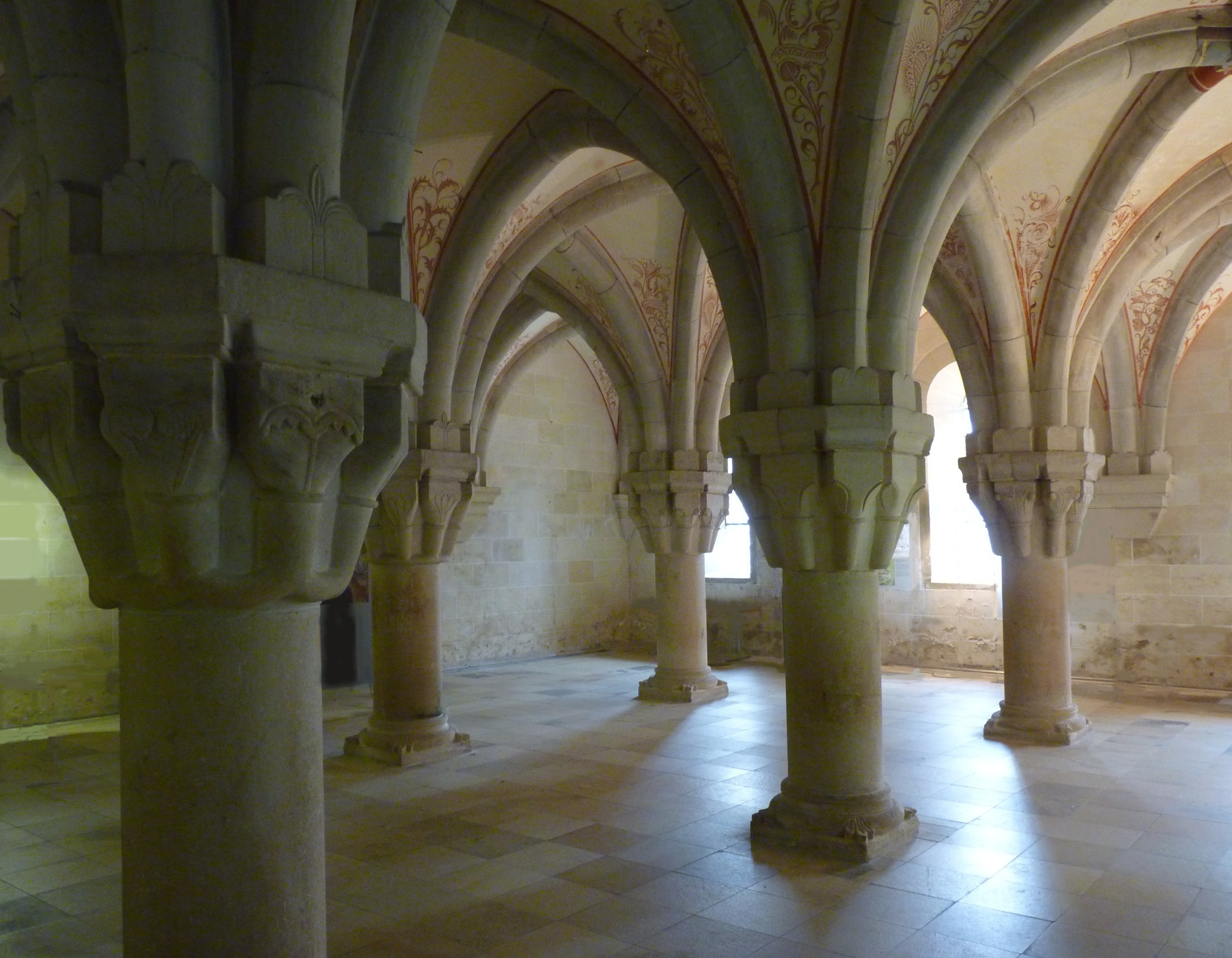
Parlatorium, romanisch, aus der 1. Hälfte des 13. Jahrhunderts
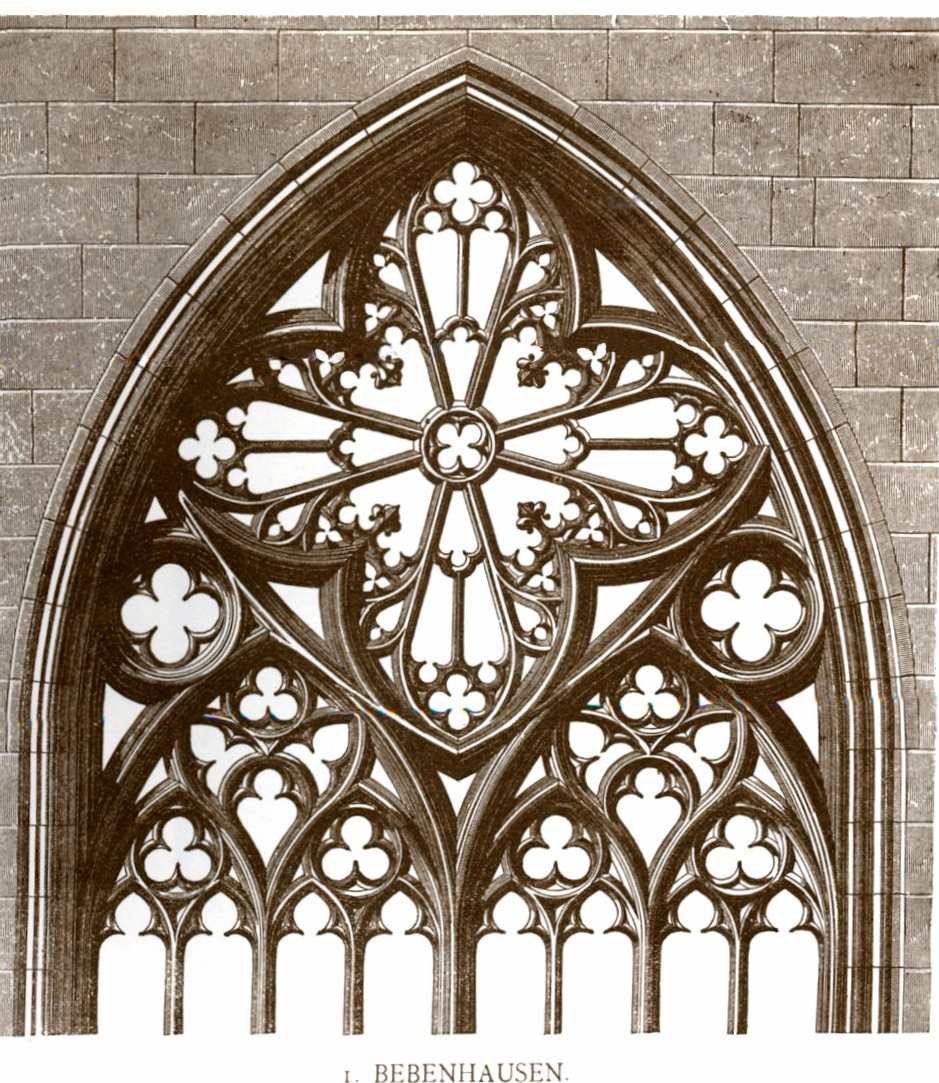
Maßwerkfenster
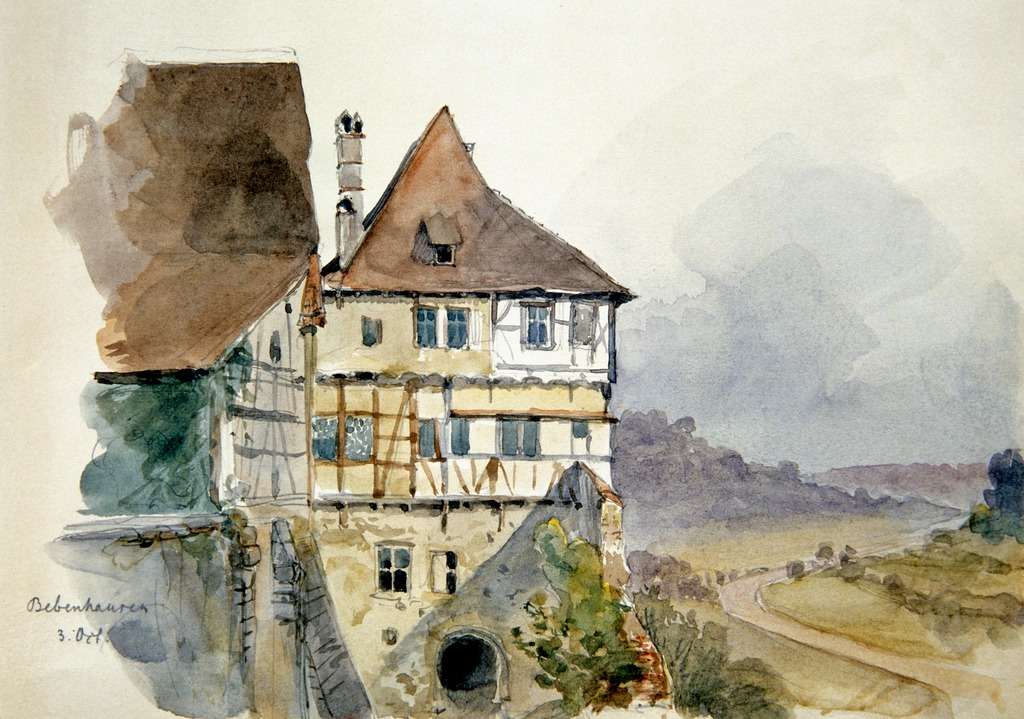
Kloster am 3. Oktober 1854 – Aquarell von General Eduard von Kallee
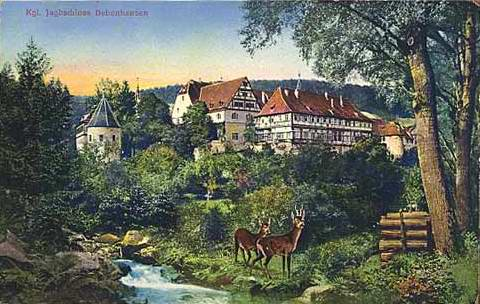
Jagdschloss um 1900
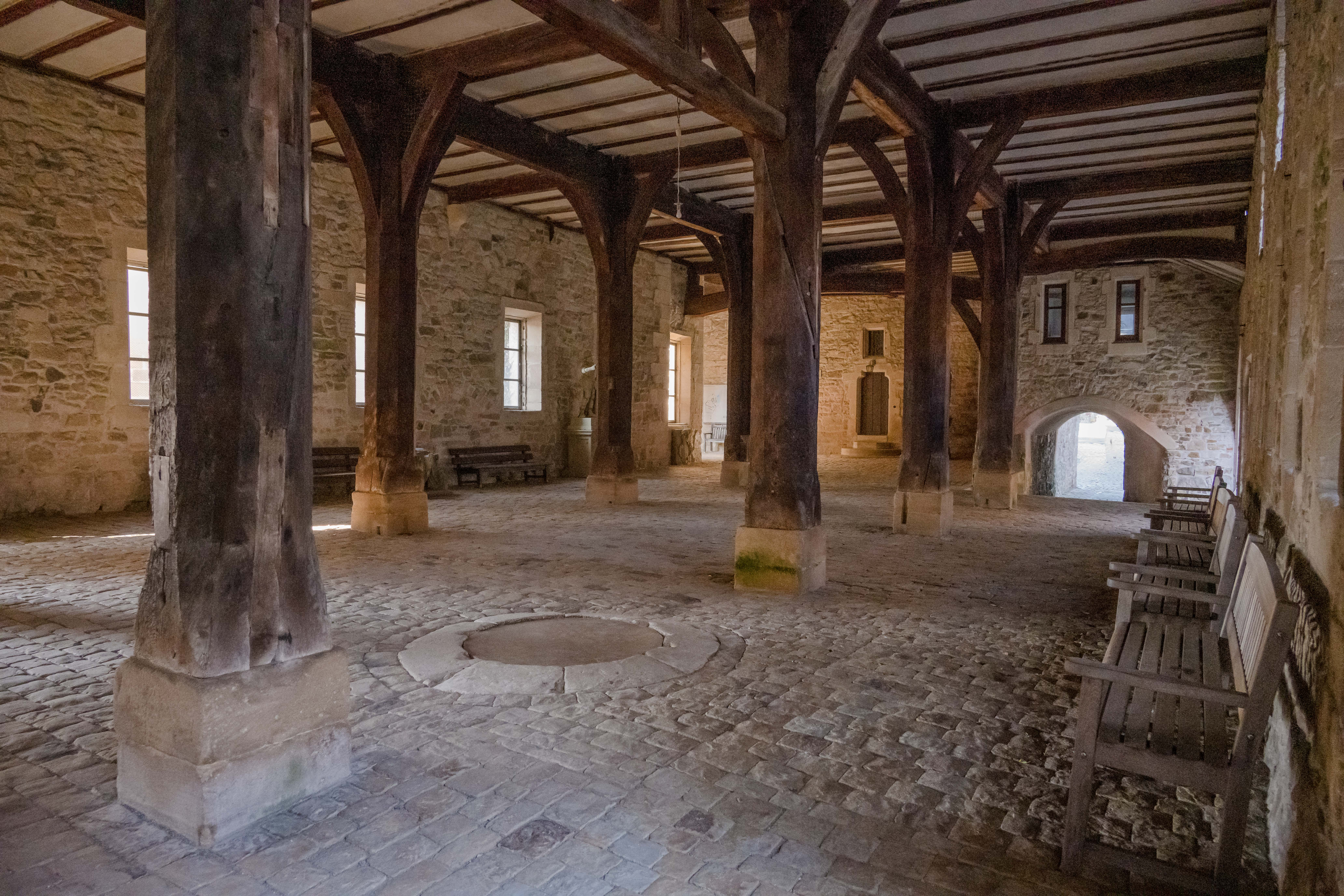
Halle (ehem. Krankenhaus)
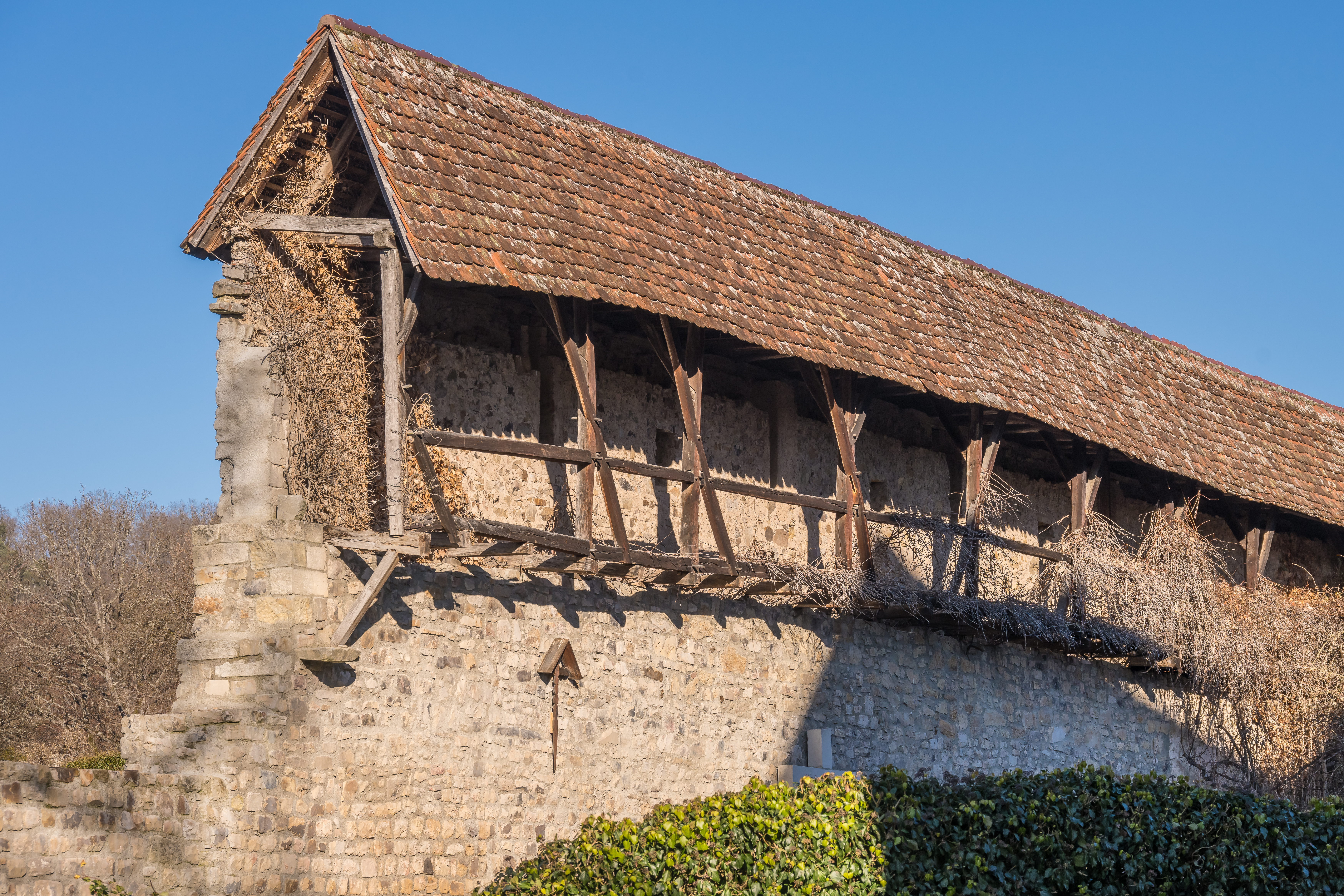
Wehrgang
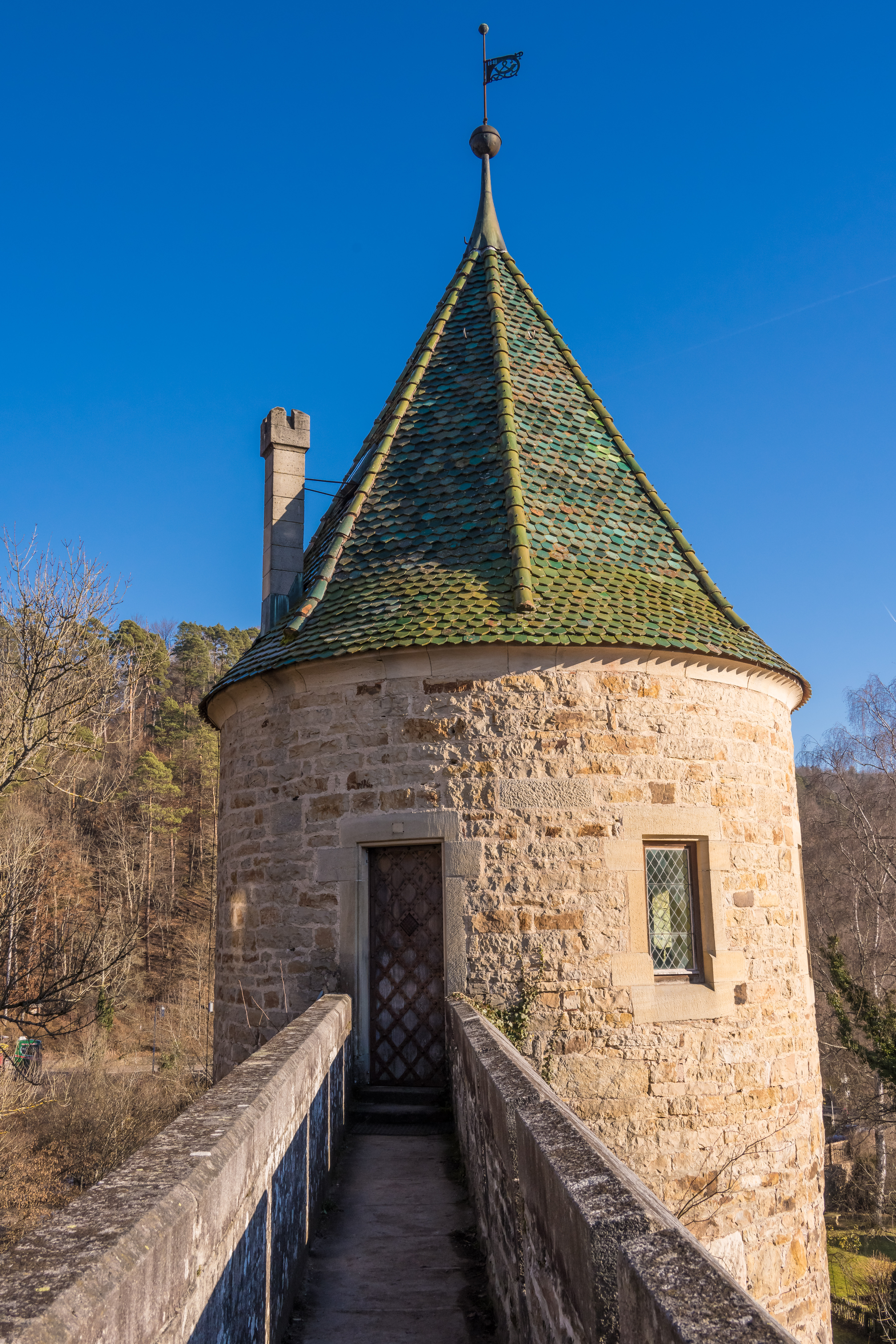
Grüner Turm

#### Dianenfest (1812)

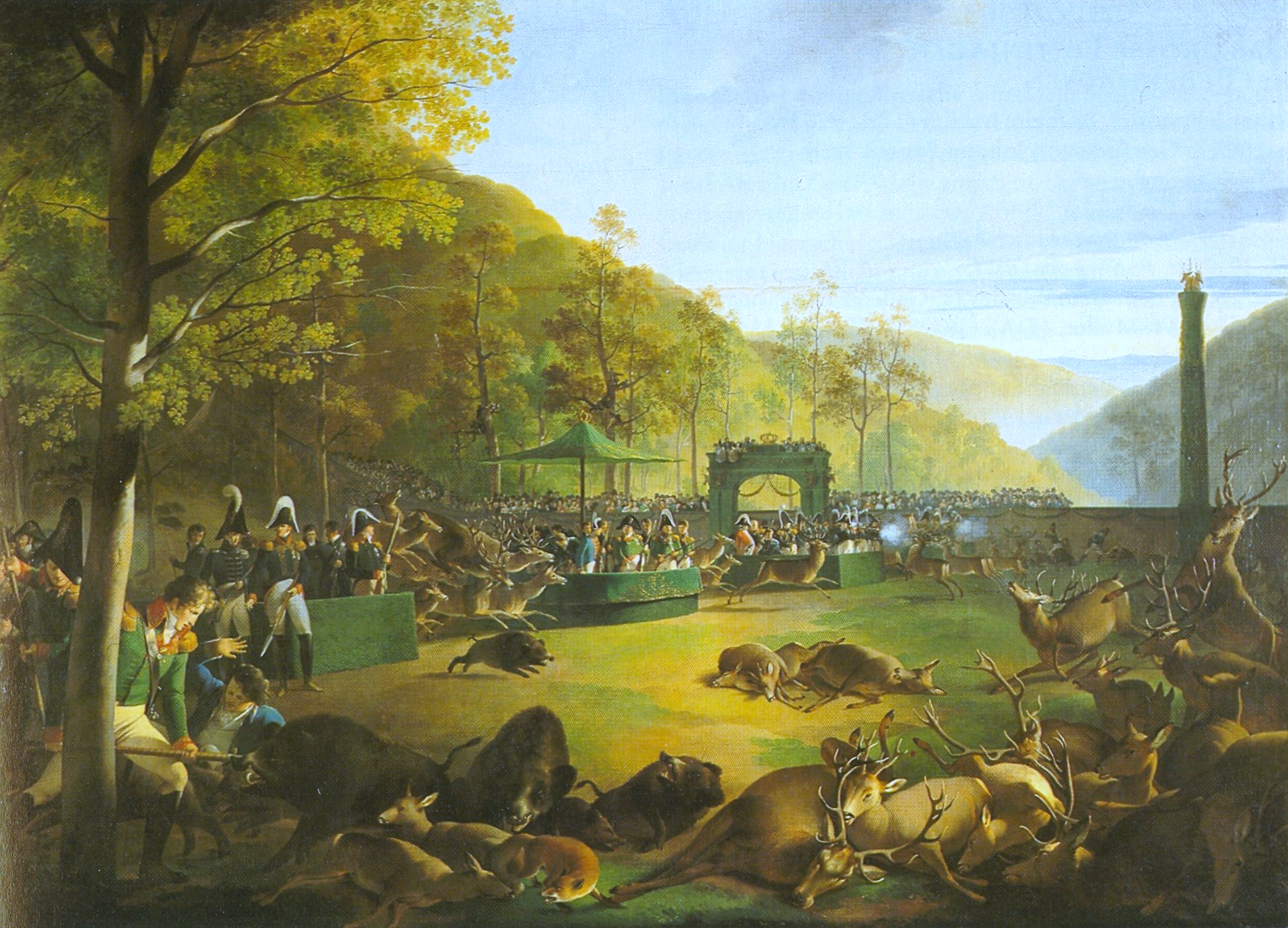
Das Festinjagen bei Bebenhausen, Johann Baptist Seele, 1813/14, Öl auf Leinwand, 231 × 331 cm, Schlossverwaltung Ludwigsburg.

Am 9. November 1812 veranstaltete König Friedrich I. in der Nähe des Schlosses, im Goldersbachstal, ein besonders prunkvolles Jagdfest. Das „Dianenfest“, benannt nach der römischen Jagdgöttin Diana, war schon Jahre zuvor geplant worden und wurde in einem Zeitraum von sechs Wochen vorbereitet. Aus dem ganzen Königreich wurden Untertanen aus den Landgemeinden zur sogenannten Jagdfron verpflichtet. Sie mussten Dienste zur Unterstützung der Festlichkeit ableisten, wozu beispielsweise das Treiben von Wildtieren in Gehege gehören konnte. Für große Wildbestände hatte König Friedrich mit mehrjährigen Jagdverboten gesorgt. Bis zum Jahr 1806 konnten die Landgemeinden noch Jäger damit beauftragen, Wild zu schießen, damit dieses keinen Schaden mehr auf den Feldern anrichten konnte. Nach 1806 untersagten königliche Verordnungen jedoch nicht nur den Einsatz von Jägern. Der Staat ging auch verstärkt gegen Wilderei und Jagdfallen der Bevölkerung vor. Die „Jagdleidenschaft Friedrichs“ trug somit zur Unbeliebtheit des Königs bei. Noch dazu fand das Fest während eines politisch und finanziell fragwürdigen Zeitpunktes statt: Württembergische Soldaten begleiteten den Feldzug Napoleons nach Moskau. Von den 16 000 Mann kehrten nur 134 wieder aus Russland zurück. Dennoch gab Friedrich fast eine Million Gulden für das Dianenfest aus.
Der Hofbaumeister Nikolaus Friedrich von Thouret entwarf eine opulente Festarchitektur, zu der auch ein Rundtempel mit Kuppel gehörte. Das eigentliche Jagdschauspiel wurde von dem württembergischen Hofmaler Johann Baptist Seele in einem Gemälde festgehalten, das heute im Residenzschloss Ludwigsburg ausgestellt wird. Die Wildtiere wurden von Treibern und 350 Hunden einen Abhang hinunter getrieben. Dort gelangte das Wild in eine Arena. Von Jagdständen aus eröffneten der König und sein höfisches Gefolge das Feuer auf die Tiere. Hinter einer Mauer beobachteten eingeladene Gäste das Geschehen. Kurz vor Mittag inspizierte die Hofgesellschaft die Arena mit den leblosen Tierkörpern. Anschließend begab sich der Hof in den von Thouret errichteten Jagdtempel zum Bankett. Schließlich wurde eine letzte Jagd veranstaltet: Die Jagdhunde mussten dem königlichen Gefolge Schweine vor Flinte treiben, wobei König Friedrich 40 Borstentiere erschoss. Insgesamt verloren 823 Tiere und ein Förster bei dem Dianenfest ihr Leben; mehrere Treiber erlitten Verletzungen.

### Landtag
Nach dem Zweiten Weltkrieg wurden in Bebenhausen Landtag und Landesverfassung des Landes Württemberg-Hohenzollern (bis 1952) begründet. Teile der Abteianlage wurden als Archiv, Depot und Landtag für Württemberg-Hohenzollern genutzt.

## Heutige Nutzung
Kloster und Schloss Bebenhausen sind für Besichtigungen geöffnet. Die Anlage zählt zu den landeseigenen Monumenten und wird von der Einrichtung Staatliche Schlösser und Gärten Baden-Württemberg betreut.
Die Klosterkirche Bebenhausen ist heute das Gotteshaus der kleinen Bebenhäuser evangelischen Gemeinde im Kirchenbezirk Tübingen. Ihr besonderes Gebäudemerkmal ist der filigrane Dachreiter über der Vierung. Er ist das weithin sichtbare und mit seinem noch heute von Hand zu bedienenden Geläut (fis1 – a1 – h1 – h2) auch weithin hörbare Wahrzeichen des Klosters. Das Prachtfenster mit Maßwerk in Form eines stehenden Vierpasses mit eingefügter Rosette war – in Überschreitung des Einfachheitsgebots der Zisterzienser – ursprünglich wohl komplett mit gotischer Glasmalerei (um 1320/1335) geschmückt. Davon sind im Maßwerk noch ornamentale Reste sowie Wappenscheiben (Pfalzgrafen von Tübingen, Zisterzienserorden, Württemberg und Mömpelgard) erhalten und neugotisch ergänzt, der Hauptteil (zum Beispiel die Apostelscheiben) in bester künstlerischer Qualität aus Esslinger Werkstätten ging in den Privatbesitz des Hauses Württemberg über und befindet sich jetzt im Schloss Altshausen.
Das Kloster Bebenhausen ist heute ein Ausflugsziel für Wanderer, Touristen und Kulturinteressierte. Religiös motivierte Besucher sind eher selten, das Kloster ist heute kein Wallfahrtsort mehr. Teile der Klosteranlage werden als Wirtschaftsgebäude für den Forstbetrieb im Schönbuch genutzt. Fotografen nutzen gerne die Klosteranlagen als Kulisse für Hochzeitsbilder.

## Klosteranlage

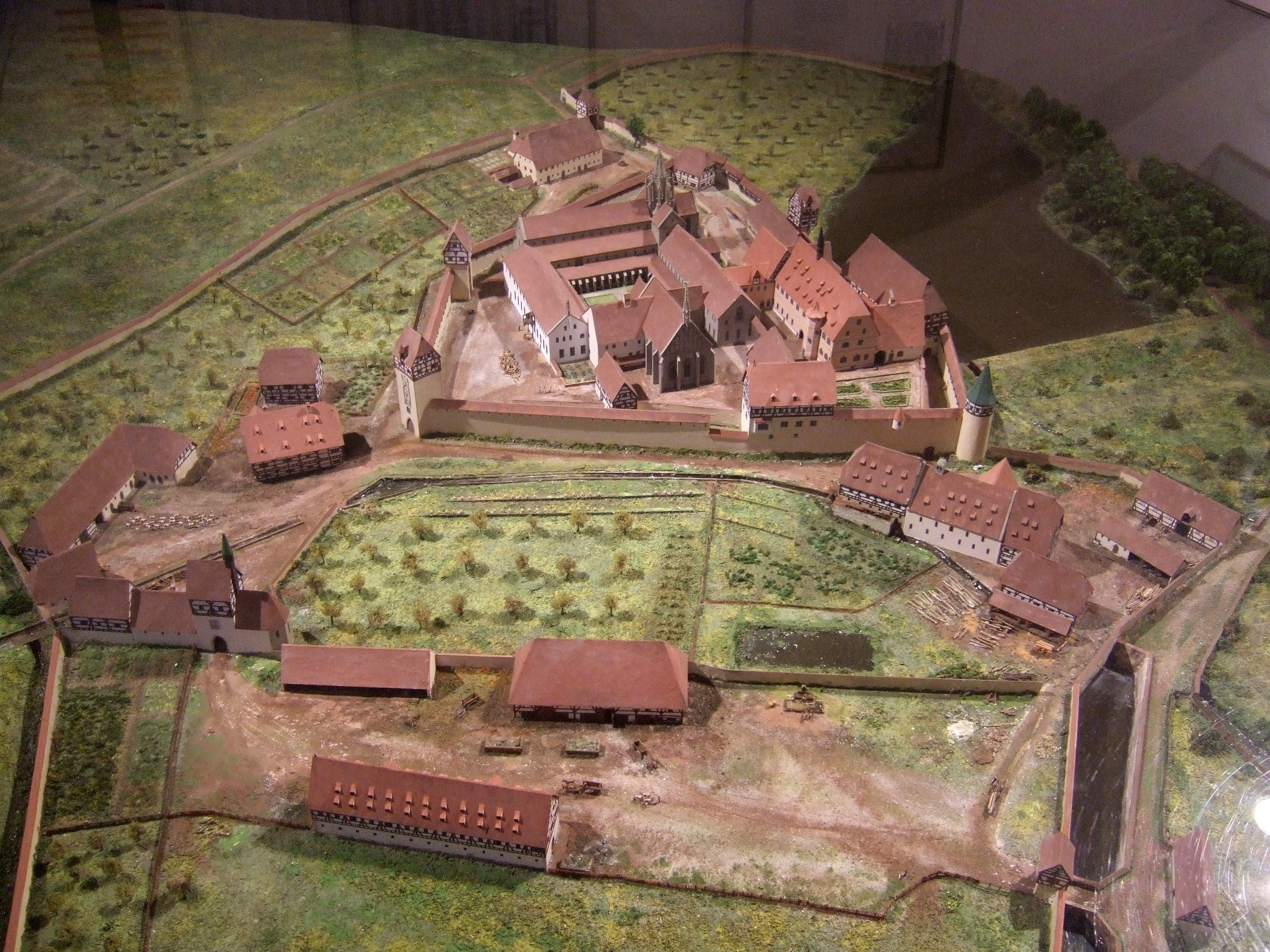
Kloster Bebenhausen (Architekturmodell)

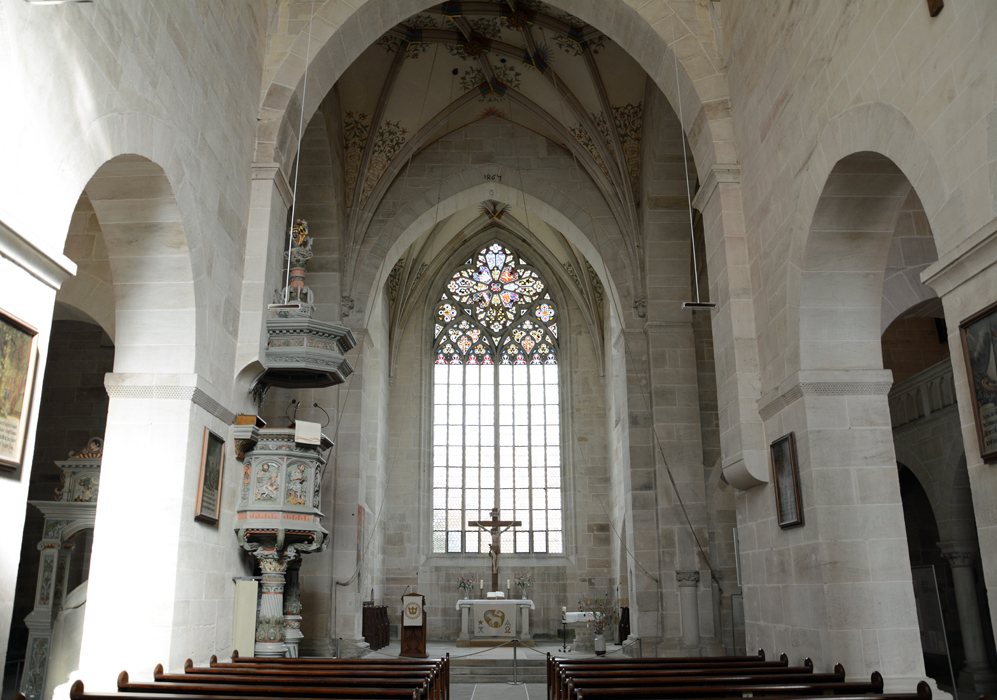
Inneres der Klosterkirche

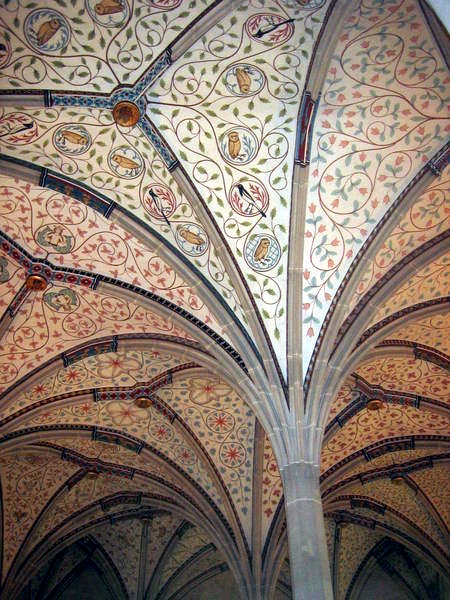
Deckengewölbe des Sommerrefektoriums

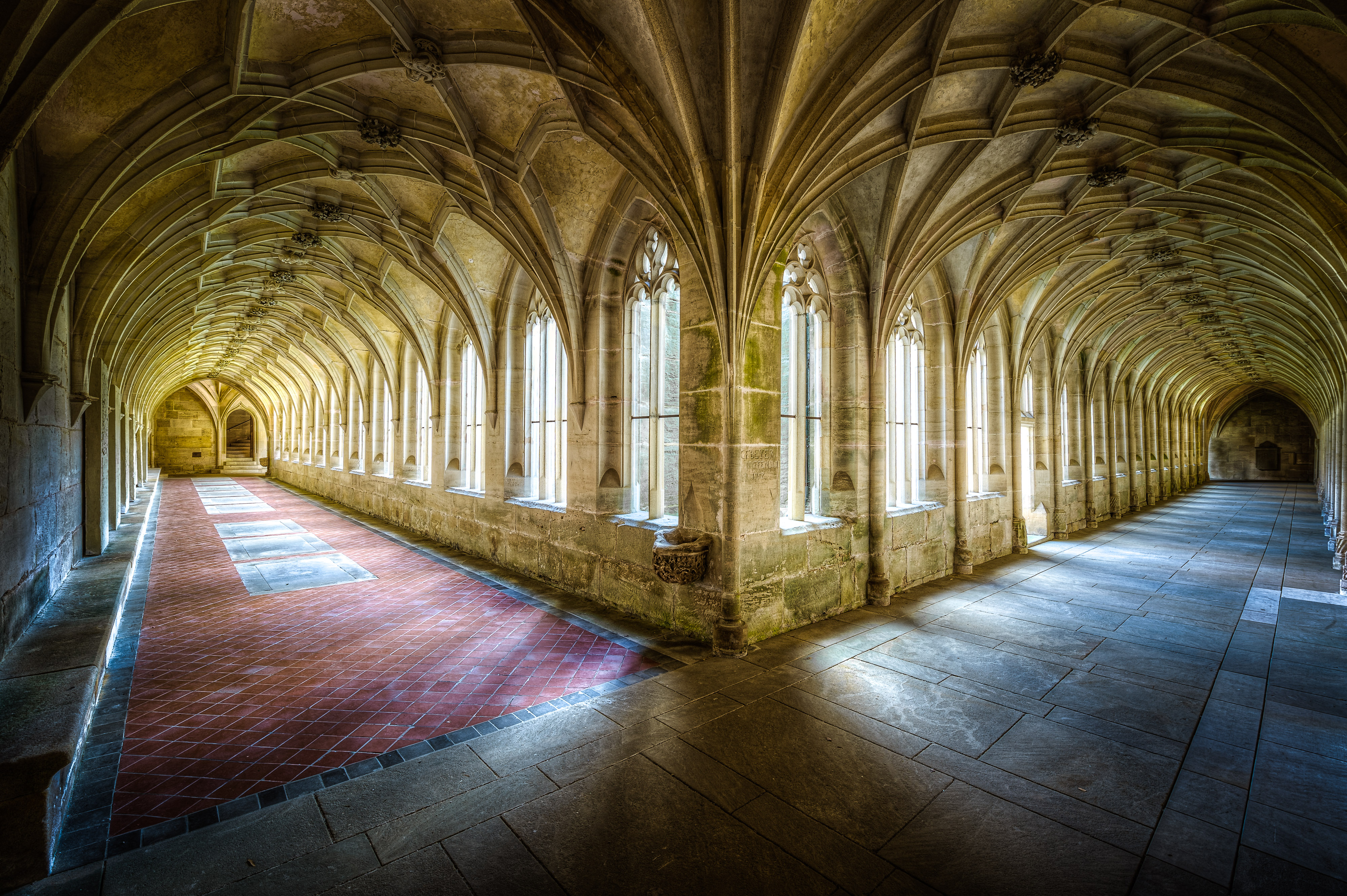
Kreuzgang

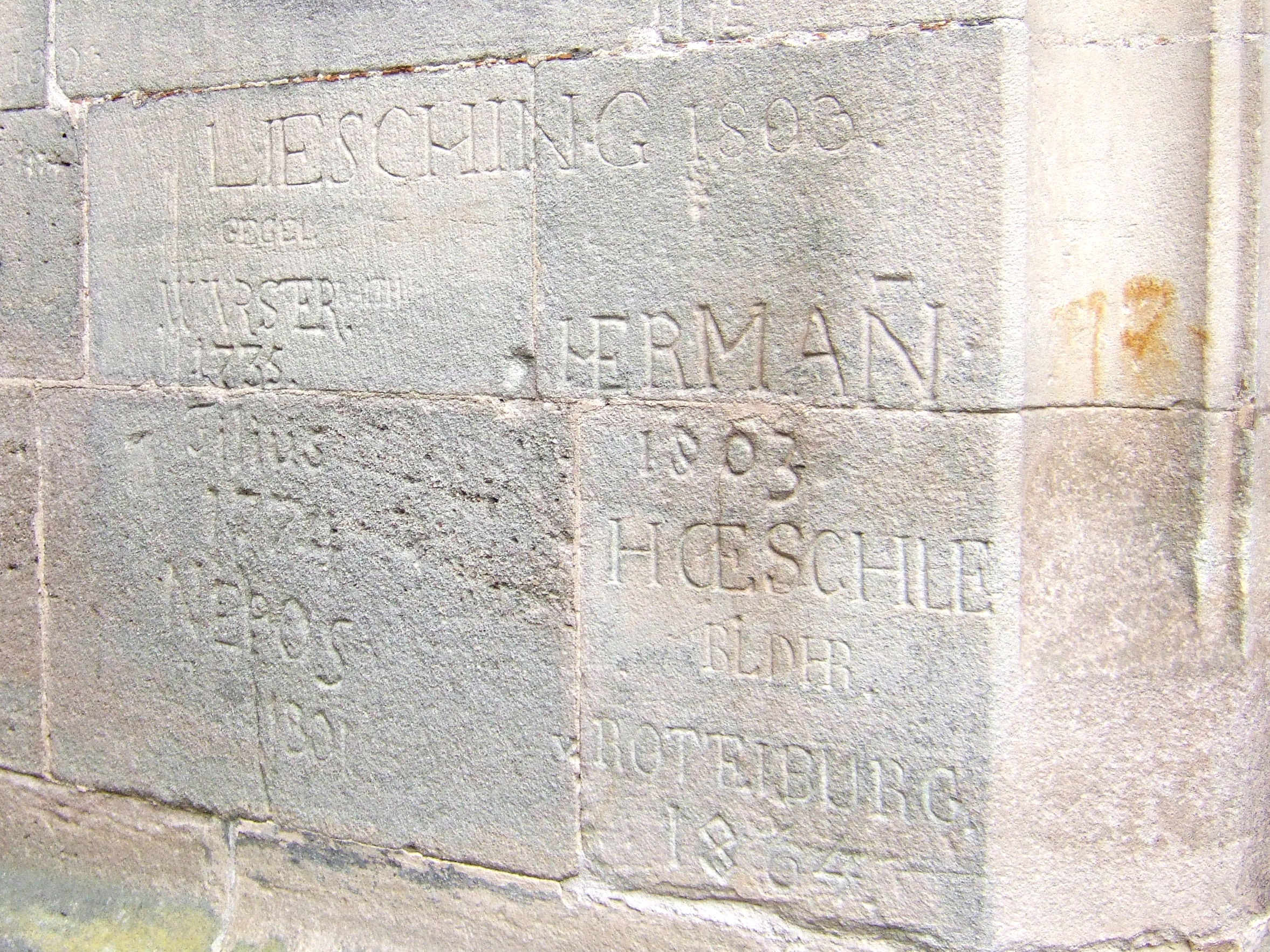
Graffiti ehemaliger Zöglinge der Klosterschule auf einer Mauer des Kreuzgangs

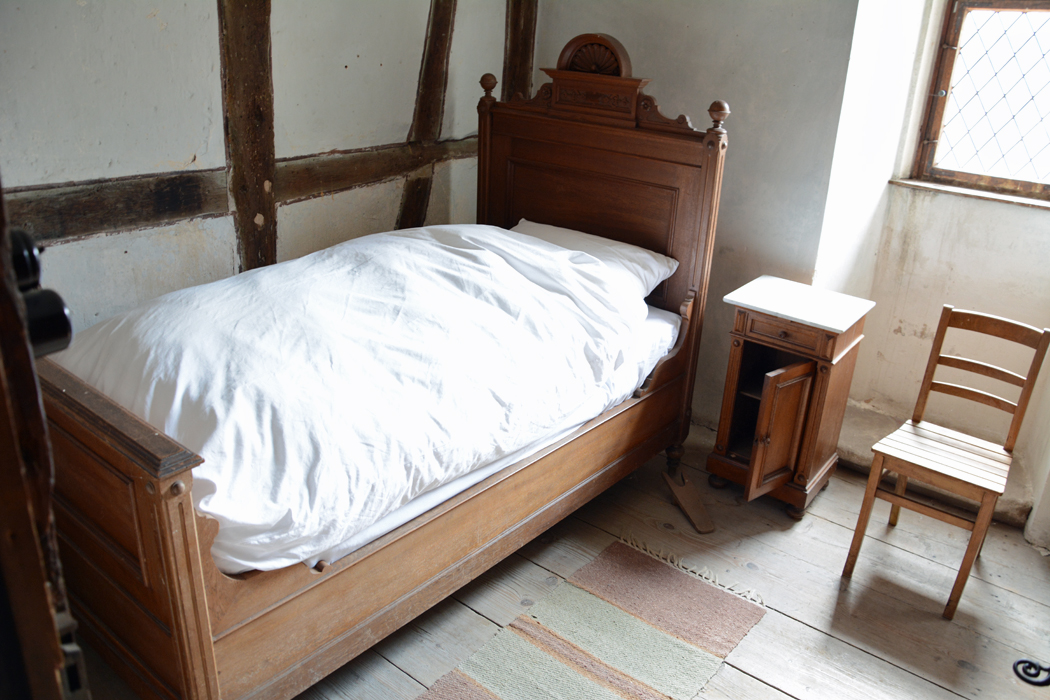
Ehemalige Mönchszelle im Dormitorium

Ein teilweise dreifacher Mauergürtel (einschließlich der erhaltenen Türme und Tore) umgibt die Klosteranlage, die immer noch den Geist zisterziensischer Raumaufteilung widerspiegelt. Dies gilt besonders für den Bereich der Klausur um den spätgotischen Kreuzgang mit Kirche, Dorment (Schlafraum), Refektorium (Speisesaal), Kapitelsaal, Parlatorium und Bruderhalle. Die Bruderhalle diente vermutlich den  Laienbrüdern als Arbeitsraum (Fraterie).
Die Weihe der spätromanischen dreischiffigen Klosterkirche, von der nur noch der östliche Teil mit Querhaus, Vierungsturm von 1409 und Presbyterium steht, datiert ins Jahr 1228, so dass das Gotteshaus und der daran anschließende Osttrakt mit den Aufenthaltsräumen der Mönche wohl zu diesem Zeitpunkt fertiggestellt waren. Der westliche Trakt der Laienbrüder wurde noch im 13. Jahrhundert zu Ende geführt. Am Südtrakt mit der Küche schloss sich das berühmte gotische Sommerrefektorium (1335) mit seinem Dachreiter an.
Das Abtshaus stammt ursprünglich von 1338/1339. Östlich der Klausur entstanden im Verlauf des 15. Jahrhunderts Herrenhaus und neue Infirmarie, auch an der Kirche gab es spätgotische Veränderungen, ebenso entstand bis 1513 ein beheizbares (Winter-)Refektorium. Die Reformation beendete die reiche Bautätigkeit, die Kirche wurde um 1537 als Steinbruch benutzt und das Langhaus abgebrochen.
Nach der Säkularisation 1806 wurde aus dem Abtshaus ein Jagdschloss. Zwischen 1850 und 1987 kam es immer wieder zu Restaurierungs- und Wiederherstellungsarbeiten, darunter eine umfangreiche Restaurierung 1864–1884 durch den späteren Ulmer Münsterbaumeister August von Beyer.  Das mittelalterliche Kloster blieb aber bis heute zum großen Teil erhalten.

## Regenten und Amtsträger

### Liste der Äbte des Zisterzienserklosters
- Diepold (1190–1196)
- Enzmann
- Erkinbert
- Walther (–1211)
- Ludwig (1211)
- Bruno (1216)
- Berthold I. (–1223)
- Konrad (1225, 1228)
- Hermann (ca. 1230)
- Petrus (ca. 1240/43)
- Rudolf (1243–)
- Berthold II. (1245, 1262)
- Eberhard aus Reutlingen (1266, 1279)
- Friedrich (1281, –1299)
- Lupold aus Esslingen (1299–1300)
- Friedrich (2. Mal) (1300–1303)
- Ulrich aus Esslingen (1303–1320)
- Konrad von Lustnau (1320–1353)
- Heinrich aus Rottenburg am Neckar (1353–ca. 1356)
- Werner von Gomaringen (ca. 1356–1393)
- Peter von Gomaringen (1393–1412)
- Heinrich von Hailfingen (1412–1432)
- Reinhard von Höfingen (1432–1456)
- Johannes aus Deckenpfronn (1456–1460)
- Werner Glüttenhart aus Tübingen (1461–1471)
- Bernhard Rockenb(a)uch aus Magstadt (1471–1493)
- Johann von Fridingen (1493–1534)
- Reformation & Augsburger Interim
- Sebastian Lutz genannt Hebenstreit aus Tübingen (1547–1561)
- Dreißigjähriger Krieg
- Joachim Müller aus Pfullendorf (1630–1649)

### Evangelische Äbte der Klosterschule
- Eberhard Bidenbach (1560–1597)
- Johannes Stecher (1597–1611)
- Andreas Grammer (1611–1612)
- Georg Schropp (1612)
- Lucas Osiander der Jüngere (1612–1616)
- Jakob Hailbronner (1616–1618)
- Johannes Magirus (1619–1626)
- Daniel Hitzler (1626–1630)
- Heinrich Wieland (1633–1634)
- Johann Valentin Andreä (1650–1654)
- Johann Jakob Hainlin (1654–1660)
- Johann Konrad Zeller (1660–1683)
- Josef Kappell (1683–1689)
- Johann Andreas Hochstetter (1689–1720)
- Christian Hochstetter (1720–1732)
- Christoph Friedrich Stockmaier (1733–1748)
- Christoph Friedrich Stockmaier (Sohn) (1748–1782)
- Johann Christian Volz (1783)
- Georg Gottfried Dapp (1783–1807)
- August Friedrich Bök (1807–1810)

### Ehemalige Schüler (Auswahl)
- Christian Friedrich Baz
- Karl Wilhelm Friedrich von Breyer (1771–1818)
- Andreas Carolus (1632–1704)
- Gottlob Christian Friedrich Fischhaber (1779–1829)
- Karl Heinrich von Gros (1765–1840)
- Matthaeus Hiller (1646–1725)
- Johann Georg Hutten (1755–1834)
- Heinrich Eberhard Gottlob Paulus (1761–1851)
- Johann Pöschel (1711–1741)
- Wilhelm Schickard
- Johann Gottlieb Steeb (1742–1799)
- Johann Ulrich Steinhofer (1709–1757)